# Futurologický kongres
Futurologický kongres je soubor sci-fi povídek polského spisovatele Stanisława Lema. Stejnojmenná povídka poprvé vyšla v roce 1971 ve sbírce povídek Bezsenność.
Česky kniha vyšla v nakladatelství Svoboda v roce 1977. Hlavní postavou černohumorné antiutopie je Ijon Tichý. Titulní povídka Futurologický kongres popisuje svět budoucnosti, založený na průmyslově vyráběných iluzích. Na motivy této povídky byl natočen animovaný film Kongres.

## Obsah knihy
- Osmá cesta
- Osmnáctá cesta
- Dvacátá cesta
- Dvacátá první cesta
- Dvacátá osmá cesta
- Pračková tragédie
- Futurologický kongres
- Profesor A. Dounda

## Děj

### Futurologický kongres
Ijon Tichý se zúčastňuje kongresu futurulogů, který se koná v hotelu Hilton v Kostarikaně. Během kongresu dochází k protivládnímu povstání, které vláda potlačuje za pomoci halucinogenních drog. Osazenstvo hotelu se stahuje do kanalizace, ale Tichý je zraněn a poté zmrazen, aby mohl být vyléčen v budoucnosti, což se také stane.
Budoucí svět připomíná Utopii, kde je všeho dostatek. Tichý ale postupně zjišťuje, že tato utopie je pouze zdánlivá - je založena na masivním používání drog, které před obyvateli skrývají neutěšenou skutečnost. Když dospěje k poznání, jak hluboký je úpadek pod drogami navozenou fasádou, likviduje jednoho z tvůrců tohoto světa, a sám umírá. Zjišťuje však, že to celé byla jen halucinace, způsobená drogami, které pronikly i do kanalizace pod Hiltonem.